# Gobernación de Ad Dali'
La gobernación de Ad Dali' (en árabe: الضالع) es uno de los estados de Yemen.
- Datos: Q328187
- Multimedia: Dhale Governorate / Q328187